# Кошчак, Младен
Мла́ден Ко́шчак (хорв. Mladen Koščak; 16 октября 1936, Загреб, Савская бановина — 3 августа 1997, Загреб) — югославский футболист, играл на позиции защитника. Серебряный призёр Олимпийских игр 1956 года.

## Биография

### Клубная карьера
Кошчак всю свою карьеру играл за загребское «Динамо», в составе которого выиграл чемпионский титул 1958 года и два Кубка Югославии в 1960 и 1963 годах. Помимо этого, Кошчак дважды становился серебряным и один раз бронзовым призёром чемпионата Югославии.
В 1963 году Кошчак завершил карьеру игрока из-за тяжёлой травмы.

### Карьера в сборной
В составе сборной Югославии играл на Олимпиаде 1956 года, где сыграл также и в финальном матче, который югославы проиграли сборной СССР со счётом 1:0 и завоевали серебряную медаль.

### Смерть
Скончался 3 августа 1997 года в Загребе в возрасте 60 лет.

## Достижения
«Динамо» (Загреб)
- Чемпион Югославии (1) : 1957/58
- Обладатель Кубка Югославии (2) : 1959/60, 1962/63

 Югославиия
- Серебряный призёр Олимпийских игр (1): 1956